# Trichocerapoda comstocki
Trichocerapoda comstocki là một loài bướm đêm trong họ Noctuidae.